# 告王河墓群
告王河墓群，位于中国甘肃省灵台县，为一个省级文物保护单位，类型为古墓葬。
告王河墓群的历史年代为汉代。